# Bonsoir, mon nom est Michel Rivard et voici mon album double
 (mai 2023).
Si vous disposez d'ouvrages ou d'articles de référence ou si vous connaissez des sites web de qualité traitant du thème abordé ici, merci de compléter l'article en donnant les références utiles à sa vérifiabilité et en les liant à la section « Notes et références ».
Albums de Michel Rivard
Sauvage
(1983) Un trou dans les nuages
(1987)
Bonsoir, mon nom est Michel Rivard et voici mon album double est un album en spectacle de Michel Rivard enregistré entre 1983 et 1985 en direct sur la scène du Spectrum de Montréal, et sorti en 1985 sur Kébec-Disque.

## Titres
| No  | Titre                                        | Durée |
| --- | -------------------------------------------- | ----- |
| 1.  | La course des grandes personnes              |       |
| 2.  | Méfiez-vous du grand amour                   |       |
| 3.  | Bonsoir...                                   |       |
| 4.  | Belle promeneuse                             |       |
| 5.  | L'onc'Pierre                                 |       |
| 6.  | Le lion                                      |       |
| 7.  | Drobny Orobnè                                |       |
| 8.  | Le passager de l'heure de pointe             |       |
| 9.  | La p'tite vie                                |       |
| 10. | Tout va bien                                 |       |
| 11. | L'inconnu du terminus                        |       |
| 12. | J'ai peur j'ai peur                          |       |
| 13. | La radio-les documentaires-le vieux monsieur |       |
| 14. | Le retour de Don Quichotte                   |       |
| 15. | Marchand de bonheur                          |       |
| 16. | Mauvaise mine                                |       |
| 17. | L'amour unit le monde                        |       |
| 18. | La chanteuse                                 |       |
| 19. | Les musiciens                                |       |
| 20. | Rumeurs sur la ville                         |       |
| 21. | La triste histoire de ma virginité           |       |

## Personnel
- Michel Rivard : Guitares, chant
- Rick Haworth : Guitares, Mandoline, harmonica
- Mario Légaré : Basse, Chapman Stick, chœurs
- Michel Hinton : Claviers
- Daniel Jean : Violon, chœurs
- Réal Desrosiers : Batterie